# Isaac Arias
Isaac Enrique Arias (Valledupar, Colombia; 8 de octubre de 1990) es un futbolista colombiano. Juega como delantero. Actualmente no tiene equipo.

## Trayectoria

### Inicios
Isaac Arias llegó desde la cantera del Valledupar F. C. como una gran promesa del Fútbol vallenato, Fue segundo goleador del Torneo Postobón Apertura 2013 con 20 goles, por detrás de Martín Arzuaga (22 goles). 

### Deportes Tolima
Con sólo 23 años, es contactado por el senador Camargo dueño del Deportes Tolima y es fichado por  de esa manera a finales del 2013 gracias a su gran talento.
Durante la pretemporada de enero del año 2014 debido a una grave lesión no logró sumar ni un solo minuto durante la temporada. Regreso en el 2015 pero no pudo retomar su nivel, estuvo hasta mediados del 2017.

## Clubes
| Club                   | País     | Año         |
| ---------------------- | -------- | ----------- |
| Valledupar Fútbol Club | Colombia | 2011 - 2013 |
| Deportes Tolima        | Colombia | 2014 - 2017 |
| Valledupar Fútbol Club | Colombia | 2017        |

## Estadísticas
| Valledupar Fútbol Club · Colombia                                                                                           |               |               |    |    |    |   |   |    |     |    |
| 2ª | 2011          | 28            | 2  | 10 | 4  | — | — | 38 | 6   |    |
| 2ª | 2012          | 26            | 7  | 8  | 2  | — | — | 34 | 9   |    |
| 2ª | 2013          | 23            | 20 | 0  | 0  | — | — | 23 | 20  |    |
| 2ª | 2017-ll       | 4             | 0  | 0  | 0  | — | — | 4  | 0   |    |
| Total club | Total club    | 81            | 29 | 18 | 6  | 0 | 0 | 99 | 35  |    |
| Deportes Tolima · Colombia                                                                                                  |               |               |    |    |    |   |   |    |     |    |
| 1ª | 2014          | 0             | 0  | 0  | 0  | — | — | 0  | 0   |    |
| 1ª | 2015          | 13            | 3  | 4  | 0  | 4 | 0 | 21 | 3   |    |
| 1ª | 2016          | 5             | 1  | 2  | 0  | 0 | 0 | 7  | 1   |    |
| 1ª | 2017-l        | 0             | 0  | 0  | 0  | 0 | 0 | 0  | 0   |    |
| Total club | Total club    | 18            | 4  | 6  | 0  | 4 | 0 | 28 | 4   |    |
| Total carrera | Total carrera | Total carrera | 99 | 33 | 24 | 6 | 4 | 0  | 127 | 39 |
| (1) Incluye datos de la Copa Colombia . (2) Incluye datos de Copa Libertadores. (3) No incluye goles en partidos amistosos. |               |               |    |    |    |   |   |    |     |    |

## Palmarés

### Campeonatos nacionales
| Título        | Club            | País     | Año  |
| ------------- | --------------- | -------- | ---- |
| Copa Colombia | Deportes Tolima | Colombia | 2014 |